# Anna Katschenka
Anna Katschenka (* 3. April 1905 in Wien; † 3. Jänner 1980 in Wien) war eine österreichische Krankenschwester in der Kinderanstalt „Am Spiegelgrund“ und Beteiligte an der nationalsozialistischen Kinder-„Euthanasie“.

## Leben
Von ihrer ehemaligen Lehrerin und Oberin der Krankenpflegeschule der Stadt Wien-Lainz, Theodora Kurer-Weiss, wird Anna Katschenka als eine der besten Schülerinnen geschildert, die den anderen durch ihren Intellekt, aber auch durch ihre starken Charaktereigenschaften überlegen gewesen sei. Katschenka besaß einen sozialdemokratischen Hintergrund und war kein Mitglied einer NS-Organisation. Sie war allerdings von einem jüdischen Mann geschieden.

## Beteiligung an der Euthanasie
Zuerst arbeitete Katschenka am Karolinen-Kinderspital. Sie war dann von 1941 bis 1945 zur Kinderanstalt „Am Spiegelgrund“ gewechselt. Grund scheint das Naheverhältnis zu ihrem früheren Chef Erwin Jekelius gewesen zu sein, der sie auch in die Vorgänge in der Kinderklinik eingeweiht und zur Geheimhaltung verpflichtet hat:

„Einige Tage nach meiner Anstellung im Steinhof ließ mich Dr. Jekelius in seine Ordination rufen, erinnerte mich an meinen Diensteid und an meine Pflicht, das Dienstgeheimnis stets zu wahren und erklärte mir, dass ich niemals über die Vorfälle in der Anstalt sprechen und auch keine unnötigen Fragen stellen dürfe. Er meinte, ich habe nun gesehen, welche armseligen Kinder in der Anstalt seien, denen man absolut nicht mehr helfen könne, und ich habe beobachtet wie er diese Fälle bearbeitet […]. Dr. Jekelius erklärte mir damals weiter, dass Kinder, denen absolut nicht mehr zu helfen sei, ein Schlafmittel bekämen, damit sie schmerzlos ‘einschlafen’. Später solle ein diesbezügliches Gesetz geschaffen werden, für das man aber vorher Unterlagen sammeln müsse, um das Gesetz der Allgemeinheit mundgerecht zu machen. Nach ihren Angaben war sie zur Geheimhaltung über ihre Tätigkeit verpflichtet.“

Katschenka arbeitete „Am Spiegelgrund“ als stellvertretende Oberschwester; die Leitung des Pflegedienstes hatte Oberschwester Clara Bertha inne, die Schwester des 1942 als Leiter des Steinhofs tätigen Psychiaters Hans Bertha. Aus dem Briefwechsel mit der Reichsarbeitsgemeinschaft (RAG) „Heil- und Pflegeanstalten“ geht hervor, dass Ärzten und Schwestern der Kinderfachabteilung Sonderzahlungen für ihre Tätigkeiten gewährt wurden; so erhielt Gross 200 RM, die Oberschwester Bertha 150 RM und die Schwestern Katschenka, Gragolj (eig. Kraguly) und Dworschak jeweils 100 RM.
Katschenka erwies sich auch in anderer Hinsicht als systemkonform. Im März denunzierte sie den Polizisten Josef Milz, der dienstlich am Spiegelgrund zu tun hatte und sich deutlich kritisch über den Umgang mit den Patienten geäußert hatte. Er wurde daraufhin von der Gestapo verhaftet, nach dem Heimtückegesetz verurteilt und in das SS-Lager Danzig eingeliefert. Nach vier Monaten wurde er zur Frontbewährung entlassen, geriet in sowjetische Kriegsgefangenschaft und kehrte erst nach Ende des Zweiten Weltkriegs wieder nach Wien zurück.

## Aufarbeitung nach 1945
Während des Volksgerichtsprozesses Wien gegen Ernst Illing, Marianne Türk und Margarethe Hübsch wurde auch die Krankenschwester Katschenka am 16. Juli 1946 als Zeugin gehört. Während der Verhandlung verwickelte sich Katschenka in Widersprüche und wurde noch im Gerichtshof festgenommen. In ihrer ersten Vernehmung am 27. Juli 1946 bekannte sie sich schuldig, an „Todesbeschleunigungen“ an Kindern beteiligt gewesen zu sein; sie sagte auch aus, dass sie im Verfahren gegen Illing und Genossen falsch ausgesagt habe.
Am 8. Januar 1948 erhob die Staatsanwaltschaft Wien gegen die ehemalige Krankenschwester Katschenka Anklage wegen des Verbrechens des Totschlages. Katschenka hatte vor dem Volksgericht zugegeben, 24 „Todesbeschleunigungen“ an Kindern durchgeführt zu haben. Die Tötungsbefehle erhielt sie von ihrem Vorgesetzten Erwin Jekelius, in zwei Fällen auch von Heinrich Gross, später auch von Ernst Illing. Katschenka zeigte während des Volksgerichtsprozesses Reue wegen der von ihr durchgeführten Tötungen: „Die ganze Arbeit bedeutete für mich eine schwere psychische Belastung. Heute sehe ich ein, dass ich mich dadurch strafbar machte und bedaure meine Verfehlungen auf das Tiefste.“ Am 9. April 1948 wurde Katschenka zu acht Jahren schwerem Zuchthaus verurteilt. Die Tat wurde als Totschlag und nicht als Mord bewertet, da die Rechtsprechung bis 1997 davon ausging, dass an Geisteskranken oder -schwachen kein Mord im Sinne einer heimtückischen Tötung begangen werden könne, da den Betroffenen „die Einsicht fehle“.
Nach vier Jahren (einschließlich Untersuchungshaft) wurde Katschenka am 24. Dezember 1950 bedingt aus der Haft entlassen mit einer Probezeit bis 1955. Bereits am 1. Juni 1951 konnte sie im Wiener St. Anna Kinderspital ihre Arbeit als diplomierte Kinderschwester aufnehmen. 1956 wurde sie vom Polizeikommissariat Wien-Margarethen als „gut beleumdet, ruhig und anständig“ bezeichnet. Im St. Anna Kinderspital galt sie als „umsichtige, fleißige und gewissenhafte Person“. In einem Gnadengesuch bat sie im Jahr 1956 gegenüber dem Bundesminister für Justiz Otto Tschadek um die Aufhebung der Rechtsfolgen ihrer Verurteilung. Sie bezeichnete sich selbst als „anständigen Menschen“, der sich der „Unterstützung würdig erweisen wird“.
Im Urteilsspruch gegen Katschenka findet sich der Nebensatz, dass „andere Pflegerinnen die Mitwirkung trotz Befehls verweigert haben“. Die Anstalt für Kinder „Am Spiegelgrund“ wurde am 30. Juni 1945 aufgelöst. Das Personal wurde von der Heil- und Pflegeanstalt „Am Steinhof“ übernommen. Es ist davon auszugehen, dass weitere dieser Personen an der Ermordung der insgesamt dort umgekommenen 789 behinderten Kinder beteiligt waren; insgesamt sind etwa 90 Personen in die Kindereuthanasie verwickelt. Einige, gegen die ermittelt wurde, entzogen sich den Strafverfolgungsbehörden durch Flucht: Maria Bohlrath (* 10. Juli 1918, Kinderschwester), Erna Storch (* 18. Januar 1916, Pflegerin), Emilie Kraguly (* 4. September 1914, Pflegerin) und Klara Kleinschmittger (* 23. August 1909, Säuglingsschwester). Diese Frauen wurden bis 1958 steckbrieflich gesucht, konnten aber nicht ermittelt werden.
Katschenka sollte am 22. Februar 1980 im Ehrenbeleidigungsprozess Heinrich Gross gegen Werner Vogt als Zeugin der Verteidigung aussagen, starb jedoch am 3. Jänner 1980. Sie wurde am Friedhof der Feuerhalle Simmering bestattet.